# برست (روسيا البيضاء)
برست (Брест، Брэст) هي مدينة في منطقة برست في روسيا البيضاء.
عٌقدت فيها معاهدة معاهدة برست ليتوفسك عام 1918 التي أنهت الحرب بين روسيا ودول المحور في الحرب العالمية الأولى.

## المناخ
يظهر الجدول التالي التغييرات المناخية على مدار السنة لبرست:
| البيانات المناخية لـبرست                                                                  | البيانات المناخية لـبرست | البيانات المناخية لـبرست | البيانات المناخية لـبرست | البيانات المناخية لـبرست | البيانات المناخية لـبرست | البيانات المناخية لـبرست | البيانات المناخية لـبرست | البيانات المناخية لـبرست | البيانات المناخية لـبرست | البيانات المناخية لـبرست | البيانات المناخية لـبرست | البيانات المناخية لـبرست | البيانات المناخية لـبرست |
| الشهر                                                                                     | يناير                    | فبراير                   | مارس                     | أبريل                    | مايو                     | يونيو                    | يوليو                    | أغسطس                    | سبتمبر                   | أكتوبر                   | نوفمبر                   | ديسمبر                   | المعدل السنوي            |
| ----------------------------------------------------------------------------------------- | ------------------------ | ------------------------ | ------------------------ | ------------------------ | ------------------------ | ------------------------ | ------------------------ | ------------------------ | ------------------------ | ------------------------ | ------------------------ | ------------------------ | ------------------------ |
| الدرجة القصوى °م (°ف)                                                                     | 11.6 (52.9)              | 17.2 (63.0)              | 22.6 (72.7)              | 30.7 (87.3)              | 32.1 (89.8)              | 33.0 (91.4)              | 36.6 (97.9)              | 35.6 (96.1)              | 31.5 (88.7)              | 26.4 (79.5)              | 19.0 (66.2)              | 14.5 (58.1)              | 36.6 (97.9)              |
| متوسط درجة الحرارة الكبرى °م (°ف)                                                         | −0.1 (31.8)              | 1.2 (34.2)               | 6.3 (43.3)               | 14.0 (57.2)              | 20.1 (68.2)              | 22.6 (72.7)              | 24.9 (76.8)              | 24.2 (75.6)              | 18.4 (65.1)              | 12.5 (54.5)              | 5.4 (41.7)               | 0.9 (33.6)               | 12.5 (54.5)              |
| المتوسط اليومي °م (°ف)                                                                    | −2.6 (27.3)              | −1.9 (28.6)              | 2.2 (36.0)               | 8.7 (47.7)               | 14.5 (58.1)              | 17.1 (62.8)              | 19.3 (66.7)              | 18.5 (65.3)              | 13.3 (55.9)              | 8.3 (46.9)               | 2.7 (36.9)               | −1.3 (29.7)              | 8.2 (46.8)               |
| متوسط درجة الحرارة الصغرى °م (°ف)                                                         | −4.9 (23.2)              | −4.5 (23.9)              | −1.2 (29.8)              | 3.8 (38.8)               | 9.0 (48.2)               | 12.0 (53.6)              | 14.2 (57.6)              | 13.3 (55.9)              | 9.1 (48.4)               | 4.8 (40.6)               | 0.4 (32.7)               | −3.5 (25.7)              | 4.4 (39.9)               |
| أدنى درجة حرارة °م (°ف)                                                                   | −35.5 (−31.9)            | −28.1 (−18.6)            | −22.6 (−8.7)             | −6.2 (20.8)              | −4.2 (24.4)              | 2.1 (35.8)               | 5.8 (42.4)               | 1.3 (34.3)               | −2.8 (27.0)              | −9.9 (14.2)              | −19.2 (−2.6)             | −25.1 (−13.2)            | −35.5 (−31.9)            |
| الهطول مم (إنش)                                                                           | 34 (1.3)                 | 33 (1.3)                 | 33 (1.3)                 | 37 (1.5)                 | 63 (2.5)                 | 68 (2.7)                 | 76 (3.0)                 | 72 (2.8)                 | 55 (2.2)                 | 37 (1.5)                 | 42 (1.7)                 | 41 (1.6)                 | 591 (23.3)               |
| متوسط الأيام الممطرة                                                                      | 11                       | 9                        | 12                       | 12                       | 16                       | 16                       | 16                       | 12                       | 15                       | 14                       | 14                       | 13                       | 160                      |
| متوسط الأيام المثلجة                                                                      | 16                       | 16                       | 10                       | 3                        | 0.1                      | 0                        | 0                        | 0                        | 0                        | 1                        | 7                        | 14                       | 67                       |
| متوسط الرطوبة النسبية (%)                                                                 | 85                       | 82                       | 75                       | 66                       | 66                       | 69                       | 70                       | 71                       | 78                       | 81                       | 86                       | 87                       | 76                       |
| ساعات سطوع الشمس الشهرية                                                                  | 49                       | 70                       | 134                      | 176                      | 249                      | 259                      | 263                      | 247                      | 174                      | 120                      | 47                       | 34                       | 1٬822                    |
| نسبة وصول أشعة الشمس                                                                      | 19                       | 25                       | 36                       | 42                       | 51                       | 52                       | 52                       | 54                       | 45                       | 36                       | 18                       | 14                       | 41                       |
| المصدر #1: Pogoda.ru.net                                                                  |                          |                          |                          |                          |                          |                          |                          |                          |                          |                          |                          |                          |                          |
| المصدر #2: Belarus Department of Hydrometeorology (sun data from 1949–1951 and 1953–2000) |                          |                          |                          |                          |                          |                          |                          |                          |                          |                          |                          |                          |                          |

## توأمة
لبرست (روسيا البيضاء) اتفاقيات توأمة مع كل من:
- أوريول [43]
- Dorogomilovo District [الإنجليزية]‏ [43]
- باينفورت [الإنجليزية]‏ [43]
- بوتوشاني (28 فبراير 2002 - )[43]
- نيجني تاجيل [43]
- كوفروف [43]
- لوتسك (23 أغسطس 2003 - )[43]
- سيدلس [43]
- Terespol [الإنجليزية]‏ [43]
- كوفردن (2000 - )[43]
- مدينة إكسياوجان، هوبى [43]
- Port-sur-Saône [الإنجليزية]‏ [43]
- حلب
- ريازان [43]
- أستراخان (1999 - )[43]
- رافنسبورغ [43]
- لوبلين [43]
- أسدود [43]
- Baindt [الإنجليزية]‏ [43]
- بيرغ [الإنجليزية]‏ [43]
- بيتروزوفودسك (2002 - )[43]
- Weingarten (Baden) [الإنجليزية]‏ [43]
- بيالا بودلاسكا (5 سبتمبر 1991 - )[43]
- بريست [43]
- لودزا [43]
- Maldon [الإنجليزية]‏ (2 أبريل 2012 - )[43]
- نخجوان [43]
- إيفانو-فرانكيفسك [43]
- كالينينغراد (2009 - )[43]
- نوفوروسيسك [43]
- أوديسا (10 أبريل 2004 - )[43]
- بلفن [43]
- تيومين [43]
- Nevsky District [الإنجليزية]‏ [43]
- موسكو
- أنطاليا
- باطوم (24 أبريل 2015 - )[44]
- مالغوبك (10 مايو 2015 - )[45]
- إيجيفسك (11 فبراير 2016 - )[45]
- بايين (26 يوليو 2018 - )[45]
- سوبتيتسا (26 أكتوبر 2015 - )[45]

## أعلام
- فيتالي تشارابينكا
- برنهارد بارون
- والتر شيلر
- فياتشسلاو شوماك
- يفغيني سيمينوف
- ديفيد ستينمان